# Schach der Großmeister

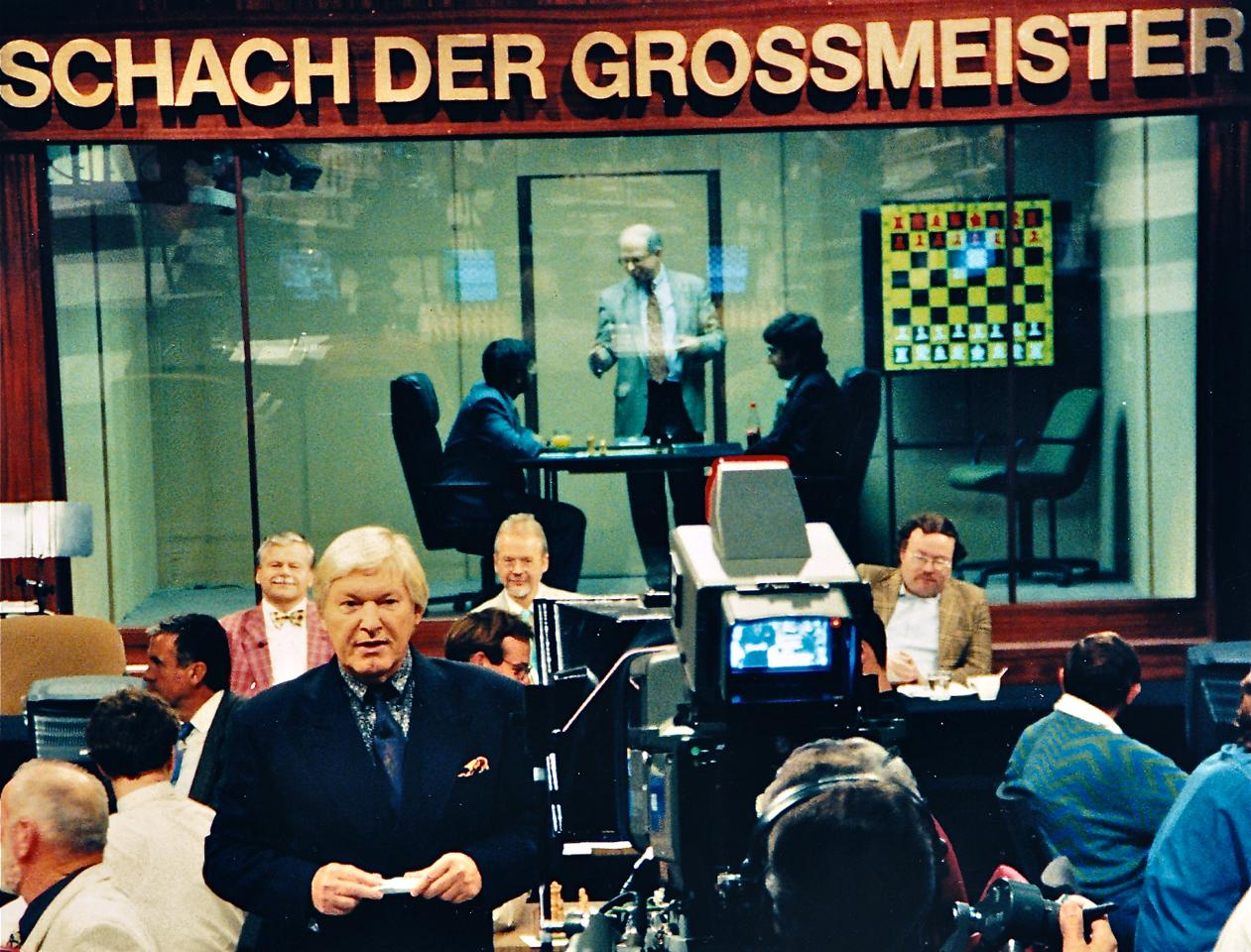
Claus Spahn moderiert 1996 Schach der Großmeister mit Viswanathan Anand und Wladimir Kramnik, Foto WDR.

Schach der Großmeister ist eine ehemalige deutsche Fernsehsendung. Die Sendung wurde von Claus Spahn konzipiert, redaktionell betreut und moderiert.

## Historie
Sie wurde von 1983 bis 2005 einmal jährlich im Fernsehen des Westdeutschen Rundfunks (WDR) ausgestrahlt. Das Konzept der Sendung bestand darin, dass zwei Schachgroßmeister eine Partie Schach gegeneinander spielten und dies von den beiden Großmeistern Helmut Pfleger und Vlastimil Hort kommentiert und analysiert wurde. Später wurden auch  der Schachcomputer Mephisto und das Schachprogramm Fritz eingesetzt. Der Sieger erhielt den Fernsehschachpreis des WDR und konnte im Jahr darauf diesen Titel gegen einen neuen Herausforderer verteidigen.
Zu den eingeladenen Spielern gehörten unter anderem Wladimir Kramnik, Viswanathan Anand, Péter Lékó und Jan Timman. Die erste Partie im Jahr 1983 bestritten Weltmeister Anatoli Karpow und der damals stärkste deutsche Spieler Robert Hübner. In der letzten Veranstaltung 2005 trafen die beiden Kommentatoren Pfleger und Hort selbst aufeinander und spielten ein spannendes Remis. Im Anschluss überreichte Spahn den beiden Protagonisten die von Gautam geschaffenen Porträts als Geschenk vom WDR. Lothar Schmid witzelte: „Wer bekommt welches!“
Im Jahr 1997 wurde erstmals die Sendung auch im Internet übertragen. Hierbei halfen Gerhard Hund und seine Tochter Barbara, die einen Chat betreute. Gerhard Hund berichtete auf TeleSchach. Dort kann ein Video zur Sendung abgerufen werden.

## Partiebeispiele
|   | a | b | c | d | e | f | g | h |   |
| 8 |   |   |   |   |   |   |   |   | 8 |
| 7 |   |   |   |   |   |   |   |   | 7 |
| 6 |   |   |   |   |   |   |   |   | 6 |
| 5 |   |   |   |   |   |   |   |   | 5 |
| 4 |   |   |   |   |   |   |   |   | 4 |
| 3 |   |   |   |   |   |   |   |   | 3 |
| 2 |   |   |   |   |   |   |   |   | 2 |
| 1 |   |   |   |   |   |   |   |   | 1 |
|   | a | b | c | d | e | f | g | h |   |

Hübner spielte hier 15. De4xf5, nach 15. … Sd7–f6 hatte die angegriffene Dame kein Feld mehr und Weiß gab auf.
Zu den bemerkenswerten Partien der Sendereihe zählte der Sieg der damals erst vierzehnjährigen Judit Polgár gegen den erfahrenen deutschen Großmeister Rainer Knaak 1990 sowie die Niederlage Hübners gegen Garri Kasparow 1992 in einer Kurzpartie von nur 15 Zügen.
Judit Polgár – Rainer Knaak, Schach der Großmeister 1990
1. e4 e6 2. d4 d5 3. Sc3 Lb4 4. e5 c5 5. a3 Lxc3+ 6. bxc3 Se7 (Die Winawer-Variante der Französischen Verteidigung, ECO-Code C18) 7. Dg4 Dc7 8. Ld3 cxd4 9. Se2 Dxe5 10. Lf4 Df6 11. Lg5 De5 12. cxd4 h5 13. Dh4 Dc7 14. Lf4 Da5+ 15. Ld2 Dd8 16. g4 e5 17. dxe5 Lxg4 18. Tg1 Dd7 19. f3 Le6 20. Sd4 Sbc6 21. Sxc6 Sxc6 22. Txg7 Dc7 23. f4 Sxe5 24. fxe5 Dxe5+ 25. Kf2 Dxg7 26. Tg1 Db2 27. Lb4 f6 28. Te1 0–0–0 29. Txe6 Kb8 30. Dxf6 Da2 31. Dd4 Tc8 32. Ld2 Ka8 33. Le3 Txc2+ 34. Lxc2 Dxc2+ 35. Ke1 Db1+ 36. Kd2 Da2+ 37. Kd1 Db1+ 38. Ke2 Dc2+ 39. Ld2 Tf8 40. Dxd5 1:0
Robert Hübner – Garri Kasparow, Schach der Großmeister 1992
1. d4 d5 2. c4 c6 3. Sc3 e6 4. Sf3 Sf6 (Halbslawische Verteidigung, ECO-Code D45) 5. e3 Sbd7 6. Dc2 Ld6 7. Le2 0-0 8. 0-0 Te8 9. Td1 De7 10. e4 dxe4 11. Sxe4 Sxe4 12. Dxe4 e5 13. Lg5 Df8 14. Ld3 f5 Diagramm 15. Dxf5 Sf6 0:1

## Paarungen und Ergebnisse
In unten stehenden Tabellen sind nachspielbare Partien aufgeführt (JavaScript).

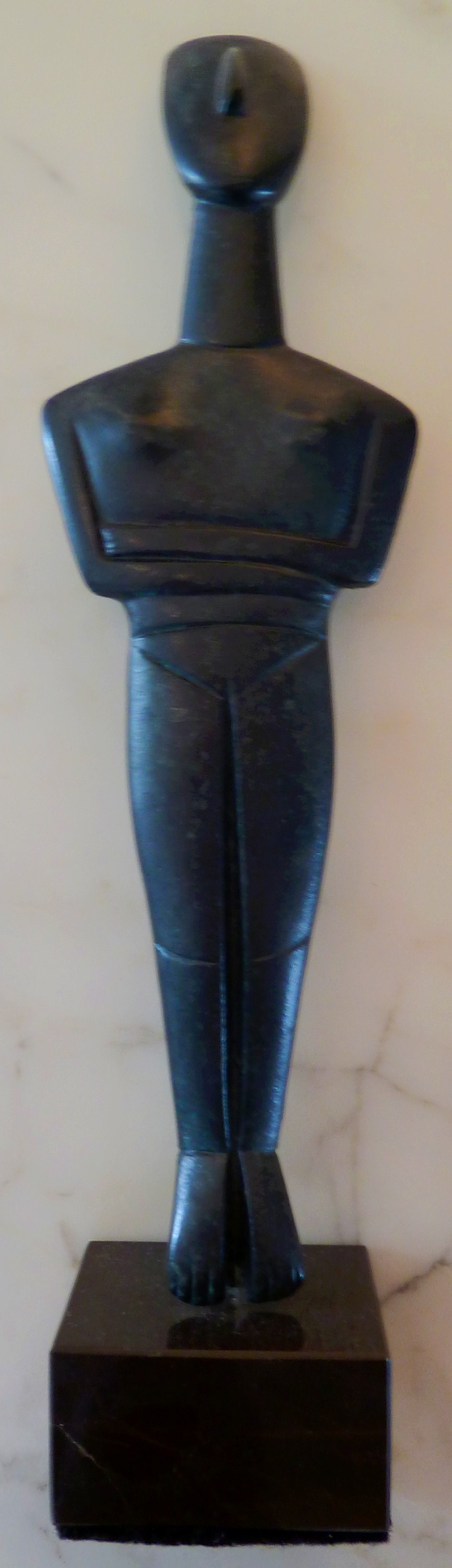
Der Fernsehschachpreis des Westdeutschen Rundfunks ab 2002, ein Kykladenidol.

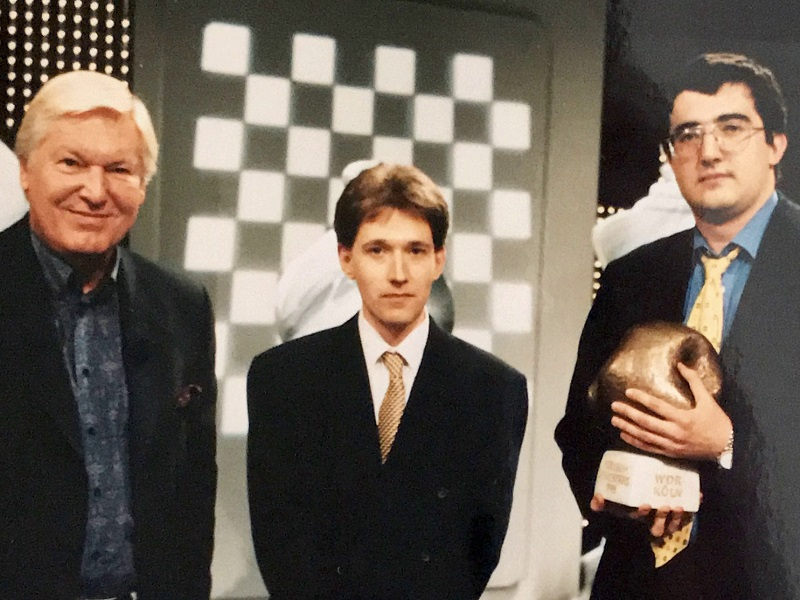
Spahn, Adams und Kramnik mit dem Pokal 1998

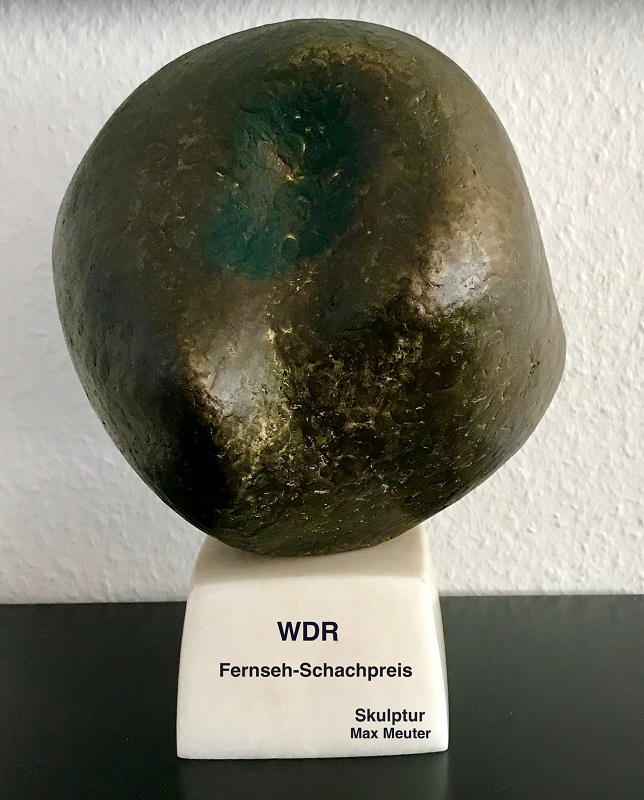
Skulptur von Max Meuter, Fernsehschachpreis bis 2002

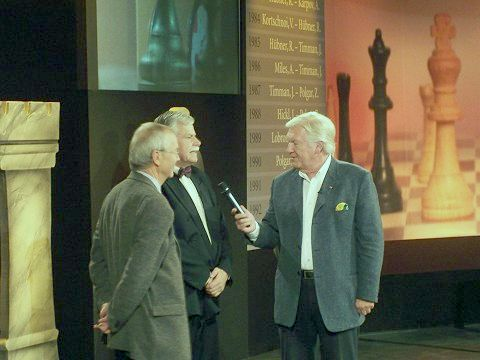
Pfleger, Hort und Spahn, 2005 in Köln vor den Paarungen der Jahre 1983 bis 1993

Fernsehschachpreis:
| Jahr | Weiß              | Schwarz           | Ergebnisse                | Partien |
| ---- | ----------------- | ----------------- | ------------------------- | ------- |
| 1983 | Robert Hübner     | Anatoli Karpow    | Remis                     | (1983)  |
| 1984 | Viktor Kortschnoi | Robert Hübner     | 0:1                       | (1984)  |
| 1985 | Robert Hübner     | Jan Timman        | 0:1                       | (1985)  |
| 1986 | Tony Miles        | Jan Timman        | 0:1                       | (1986)  |
| 1987 | Jan Timman        | Zsuzsa Polgár     | Remis                     | (1987)  |
| 1988 | Jörg Hickl        | Zsuzsa Polgár     | Remis                     | (1988)  |
| 1989 | Eric Lobron       | Judit Polgár      | Remis                     | (1989)  |
| 1990 | Judit Polgár      | Rainer Knaak      | 1:0                       | (1990)  |
| 1991 | Judit Polgár      | Gerald Hertneck   | 0:1                       | (1991)  |
| 1992 | Matthias Wahls    | Gerald Hertneck   | 1:0                       | (1992)  |
| 1993 | Matthias Wahls    | Christopher Lutz  | Remis                     | (1993)  |
| 1994 | Christopher Lutz  | Jeroen Piket      | 0:1                       | (1994)  |
| 1995 | Jeroen Piket      | Viswanathan Anand | 0:1                       | (1995)  |
| 1996 | Viswanathan Anand | Wladimir Kramnik  | Remis                     | (1996)  |
| 1997 | Wladimir Kramnik  | Judit Polgár      | 1:0                       | (1997)  |
| 1998 | Wladimir Kramnik  | Michael Adams     | 1:0                       | (1998)  |
| 1999 | Artur Jussupow    | Jörg Hickl        | 1:0                       | (1999)  |
| 2000 | Wladimir Kramnik  | Péter Lékó        | 1:0                       | (2000)  |
| 2001 | Péter Lékó        | Viswanathan Anand | Remis                     | (2001)  |
| 2002 | Anatoli Karpow    | Robert Hübner     | Remis, Remis, 0:1 (Blitz) | (2002)  |
| 2003 | Jan Timman        | Arkadij Naiditsch | 0:1                       | (2003)  |
| 2004 | Arkadij Naiditsch | Rustam Kasimjanov | 1:0                       | (2004)  |
| 2005 | Helmut Pfleger    | Vlastimil Hort    | Remis                     | (2005)  |

Weitere Sendungen:
| Jahr | Weiß           | Schwarz        | Ergebnis | Anmerkung |
| ---- | -------------- | -------------- | -------- | --------- |
| 1992 | Garri Kasparow | Robert Hübner  | Remis    |           |
| 1992 | Robert Hübner  | Garri Kasparow | 0:1      |           |
| 1992 | Robert Hübner  | Garri Kasparow | 0:1      | Blitz     |
| 1992 | Garri Kasparow | Robert Hübner  | 0:1      | Blitz     |
| 1995 | Garri Kasparow | Chess Genius 3 | 1:0      | Computer  |
| 1995 | Chess Genius 3 | Garri Kasparow | Remis    | Computer  |